# Jason Everman
Jason Everman (født 1967) er en amerikansk musiker.
Han var guitarist i gruppen Nirvana i 1989 og i 1990 bassist i gruppen Soundgarden.